# كارل جانسكي
كارل جوث جانسكي (بالإنجليزية: Karl Guthe Jansky)‏ (22 أكتوبر 1905 -14 فبراير 1950) فيزيائي ومهندس راديو أمريكي، اكتشف في أغسطس عام 1931 لأول مرة موجات الراديو الصادرة عن درب التبانة. يعتبر أحد الشخصيات المؤسسة لعلم الفلك الراديوي.

## علم الفلك الراديوي

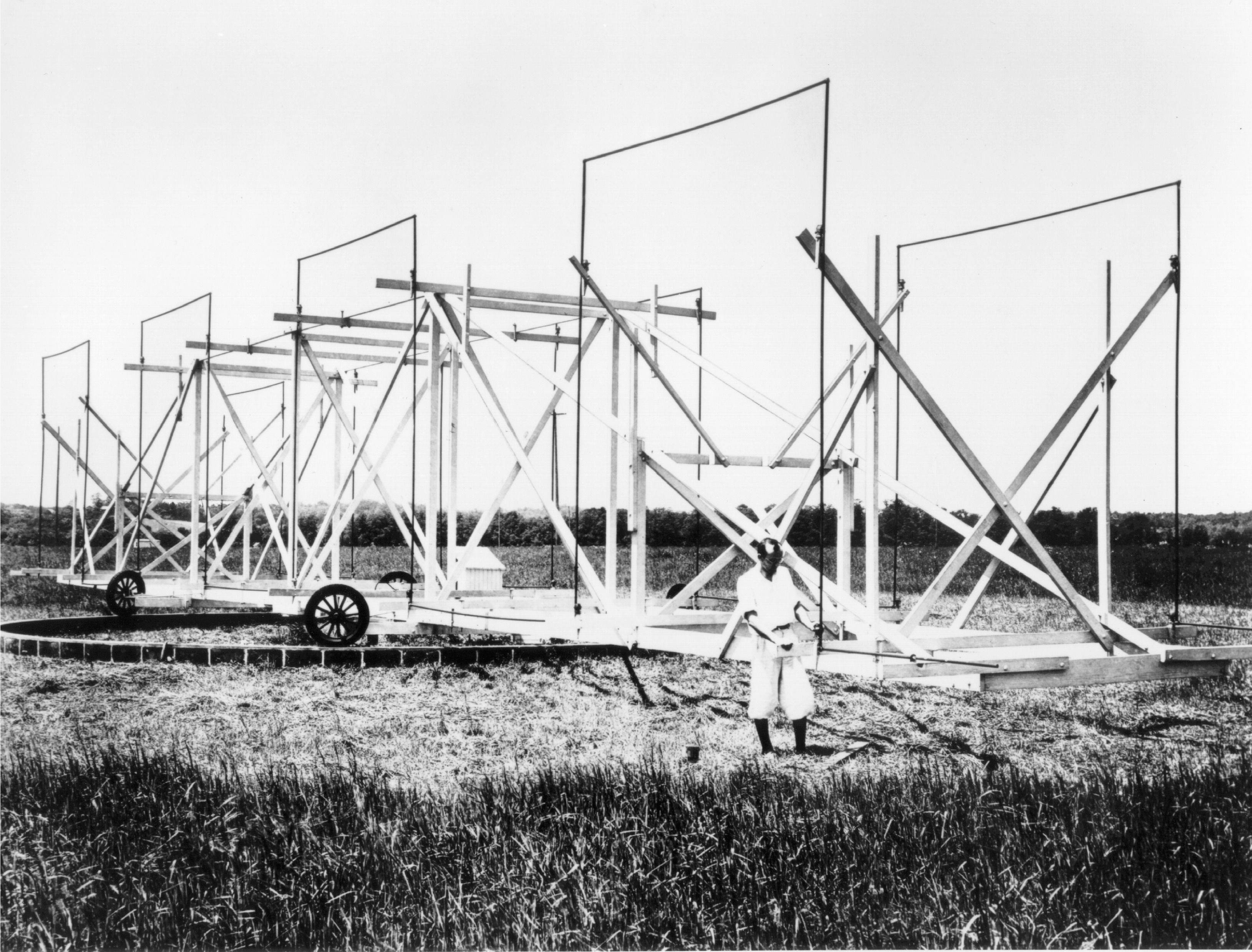
جانسكي مع هوائيه الراديوي الاتجاهي الدوّار في أوائل ثلاثينيات القرن العشرين، والذي يُعتبر أول تلسكوب راديوي في العالم.

في مختبرات بيل للاتصالات، بنى جانسكي هوائيًا مصممًا لاستقبال موجات الراديو بتردد 20.5 ميغاهرتز (الطول الموجي نحو 14.6 متر). ثُبِت على قرص دوار يسمح له بالدوران في أي اتجاه، ما أكسبه اسم «دوارة جانسكي». بلغ قطره نحو 100 قدم وطوله 20 قدمًا. من خلال تدوير الهوائي على مجموعة من أربعة إطارات من فورد موديل تي، يمكن تحديد اتجاه الإشارة الواردة بدقة. إلى جانب الهوائي سقيفة صغيرة تحتوي على نظام تسجيل تناظري غير رقمي.
بعد تسجيل الإشارات من جميع الاتجاهات لعدة أشهر، صنفها جانسكي في النهاية إلى ثلاثة أنواع من الكهرباء الساكنة: العواصف الرعدية القريبة، والعواصف الرعدية البعيدة، وهسهسة منتظمة خافتة من أصل غير معروف. أمضى أكثر من عام في البحث عن مصدر النوع الثالث من الكهرباء الساكنة. ارتفع موقع الكثافة القصوى وانخفض مرة واحدة في اليوم، ما دفع جانسكي في البداية إلى الظن بأنه كان يكتشف إشعاعًا من الشمس.
بعد بضعة أشهر من متابعة الإشارة، انتقلت النقطة الأكثر سطوعًا بعيدًا عن موضع الشمس. حدد جانسكي أيضًا أن الإشارة تتكرر على مدار 23 ساعة و 56 دقيقة، وهي فترة دوران الأرض بالنسبة إلى النجوم (اليوم الفلكي)، بدلًا من النسبة إلى الشمس (اليوم الشمسي). من خلال مقارنة ملاحظاته بالخرائط الفلكية البصرية، خلص جانسكي إلى أن الإشعاع أتى من درب التبانة وكان أقوى في اتجاه مركز المجرة، في كوكبة القوس.
نُشِر اكتشافه على نطاق واسع، وظهر في نيويورك تايمز في 5 مايو عام 1933. في عام 1933 نشر ورقة بعنوان «يبدو أن أصل الاضطرابات الكهربائية من خارج الأرض». أراد جانسكي إجراء مزيد من البحث في موجات راديو درب التبانة بعد عام 1935 (أطلق على الإشعاع «ضوضاء النجوم»)، لكنه لم يجد سوى القليل من الدعم إما من علماء الفلك، الذين كانوا أجانب تمامًا، أو من مختبرات بيل،  والتي لم تستطع تبرير تكلفة البحث عن ظاهرة لم تؤثر بشكل كبير على أنظمة الاتصالات عبر الأطلسي.

## المتابعة
اهتم العديد من العلماء باكتشاف جانسكي، ولكن علم الفلك الراديوي ظل مجالًا خاملًا لعدة سنوات، ويرجع ذلك جزئيًا إلى افتقار جانسكي إلى التدريب الرسمي كعالم فلكي. جاء اكتشافه في خضم الكساد الكبير، وحذرت المراصد من اتخاذ أي مشاريع جديدة ومحفوفة بالمخاطر.[بحث أصيل]
كان للرجلين اللذين تعلما من اكتشاف جانسكي عام 1933 تأثير كبير على التطور اللاحق للدراسة الجديدة لعلم الفلك الراديوي: أحدهما كان غروت ريبر، وهو مهندس راديو بنى مقرابًا راديويًا بمفرده في فنائه الخلفي في إلينوي عام 1937 ووضع أول مسح منهجي للموجات الراديوية الفلكية. والثاني جون دي. كراوس، الذي بدأ بمقراب راديوي في جامعة ولاية أوهايو، بعد الحرب العالمية الثانية، وكتب كتابًا دراسيًا عن علم الفلك الراديوي، والذي اعتبره علماء الفلك الراديوي معيارًا لفترة طويلة.

## الإرث والتكريم
تستعمل وحدة الدفق أو جانسكي (رمزها Jy) لقياس كثافة الدفق الطيفية

## روابط خارجية
- My Brother Karl Jansky and His Discovery of Radio Waves from Beyond the Earth
- F. Ghigo (7 فبراير 2006). "Karl Jansky and the Discovery of Cosmic Radio Waves". National Radio Astronomy Observatory. مؤرشف من الأصل في 2019-10-07. اطلع عليه بتاريخ 2006-08-24.
- Serendipitous Discoveries in Radio Astronomy: Honoring the 50th Anniversary Announcing the Discovery of Cosmic Radio Waves by Karl G. Jansky on May 5, 1933
- Encyclopedia of Oklahoma History and Culture - Jansky, Karl
- http://www.nrao.edu/whatisra/hist_jansky.shtml
- http://www.bell-labs.com/news/1998/june/4/2.html